# New York Film Critics Circle Awards 1994
La 60ª edizione della cerimonia dei New York Film Critics Circle Awards, annunciata il 15 dicembre 1994, si è tenuta il 22 gennaio 1995 ed ha premiato i migliori film usciti nel corso del 1994.

## Vincitori e candidati

### Miglior film
- Quiz Show, regia di Robert Redford
- Pulp Fiction, regia di Quentin Tarantino

### Miglior regista
- Quentin Tarantino - Pulp Fiction
- Krzysztof Kieślowski - Tre colori - Film rosso (Trois couleurs: Rouge)

### Miglior regista esordiente
- Darnell Martin - Così mi piace (I Like It Like That)
- Kevin Smith - Clerks - Commessi (Clerks)
- David O. Russell - Spanking the Monkey

### Miglior attore protagonista
- Paul Newman - La vita a modo mio (Nobody's Fool)
- Samuel L. Jackson - Pulp Fiction

### Miglior attrice protagonista
- Linda Fiorentino - L'ultima seduzione (The Last Seduction)
- Jodie Foster - Nell

### Miglior attore non protagonista
- Martin Landau - Ed Wood
- Paul Scofield - Quiz Show

### Miglior attrice non protagonista
- Dianne Wiest - Pallottole su Broadway (Bullets Over Broadway)
- Uma Thurman - Pulp Fiction
- Alfre Woodard - Crooklyn

### Miglior sceneggiatura
- Quentin Tarantino e Roger Avery - Pulp Fiction
- Paul Attanasio - Quiz Show

### Miglior film in lingua straniera
- Tre colori - Film rosso (Trois couleurs: Rouge), regia di Krzysztof Kieślowski • Francia/Svizzera/Polonia

### Miglior documentario
- Hoop Dreams, regia di Steve James

### Miglior fotografia
- Stefan Czapsky - Ed Wood

### Menzione speciale
- Jean-Luc Godard